# Teledapus pilosellus
Teledapus pilosellus là một loài bọ cánh cứng trong họ Cerambycidae.